# キセロフィタ
キセロフィタ（学：Xerophyta）は、ベロジア科を構成する属の一つ。またはキセロフィタ属に属する植物の総称。主に、マダガルカル島、アラビア半島南部に自生する。ゼロフィタとも言われる。

## 特徴
本属の植物は異様に発達した幹を持つ。幹が黒いのは、山火事で表面が定期的に燃えるからだとされている。表面は凹凸が多く、先端もしくは途中の生長点から細長い葉を出す。葉は下垂する品種、下垂しない品種がある。花は淡い紫色で、主に夏に開花する。また、白い花の個体もあり、白花の個体の方が一般的である。成長はかなり遅い。品種、生育環境にもよるが、幹の表面に地衣類が付着する場合もある。本属の最大の特徴は「復活植物」である、という点である。本属の植物は太い幹を持つものの、貯水、貯蓄能力に関しては多肉植物、塊根植物に劣っている。なので乾季に入ると本属は自身の葉緑素を破壊し、代謝（細胞呼吸）を停滞させる。そうする事で、細胞呼吸からの水分の喪失を防ぎ乾季を乗り越える事が可能となっている。最大95％の水分を喪失しても復活が可能かつ低水分の状態を長期間維持が出来る。この際に水分を与えると数日で代謝を速やかに回復させる事も可能。この事から非常に乾燥に強い植物だと言える。同じような性質を持った植物にイワヒバがある。耐寒せも高く休眠状態であれば氷点下での越冬も可能。この際、葉を落葉させ休眠状態に入る。

## 名前の由来
本属の名前はギリシャ語にちなみ、「Xeros」＋「Phyton」の合成語である。和訳すると「乾燥した植物」になり、本属の驚異的な耐乾性にちなんでいる。

## 種
ここでは有名な種を掲載する。引用元はこちら。
- キセロフィタ・アルジェンテア

　（Xerophyta argentea）
- キセロフィタ・エレガンス

　（Xerophyta elegans）
- キセロフィタ・カピラリス

　（Xerophyta capillaris）
- キセロフィタ・スカブリア

　（Xerophyta scabrida）
- キセロフィタ・ダシリリオイデス

　（Xerophyta dasylirioides）
- キセロフィタ・トリコフィラ

　（Xerophyta trichophylla）
- キセロフィタ・レティネルヴィス

　（Xerophyta retinervis）

## ギャラリー

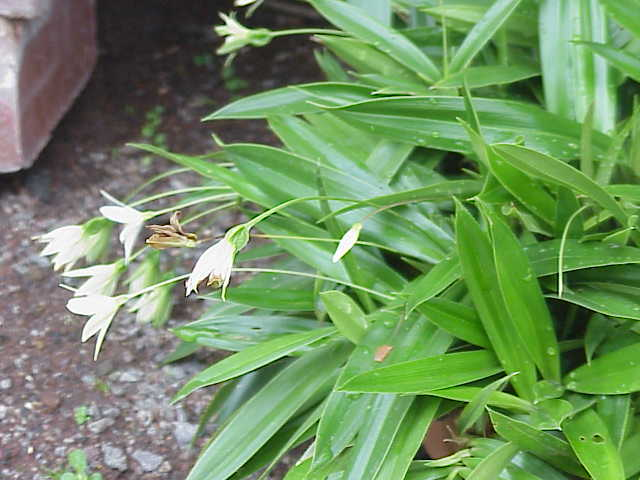
エレガンス種
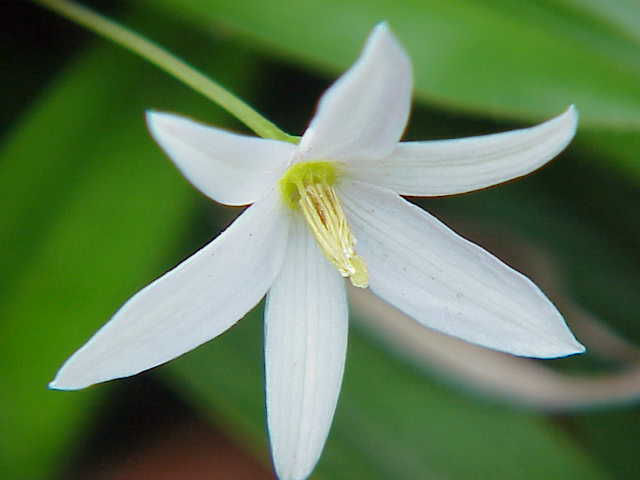
エレガンス種の花
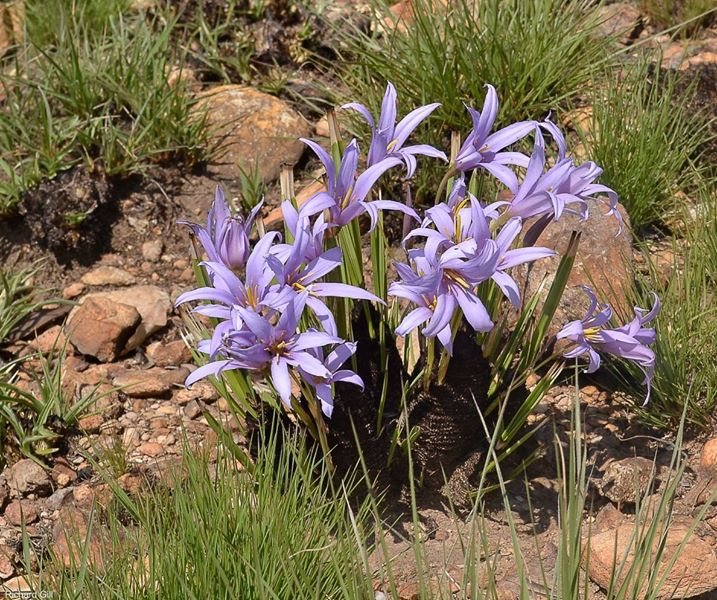
レティネルヴィス種
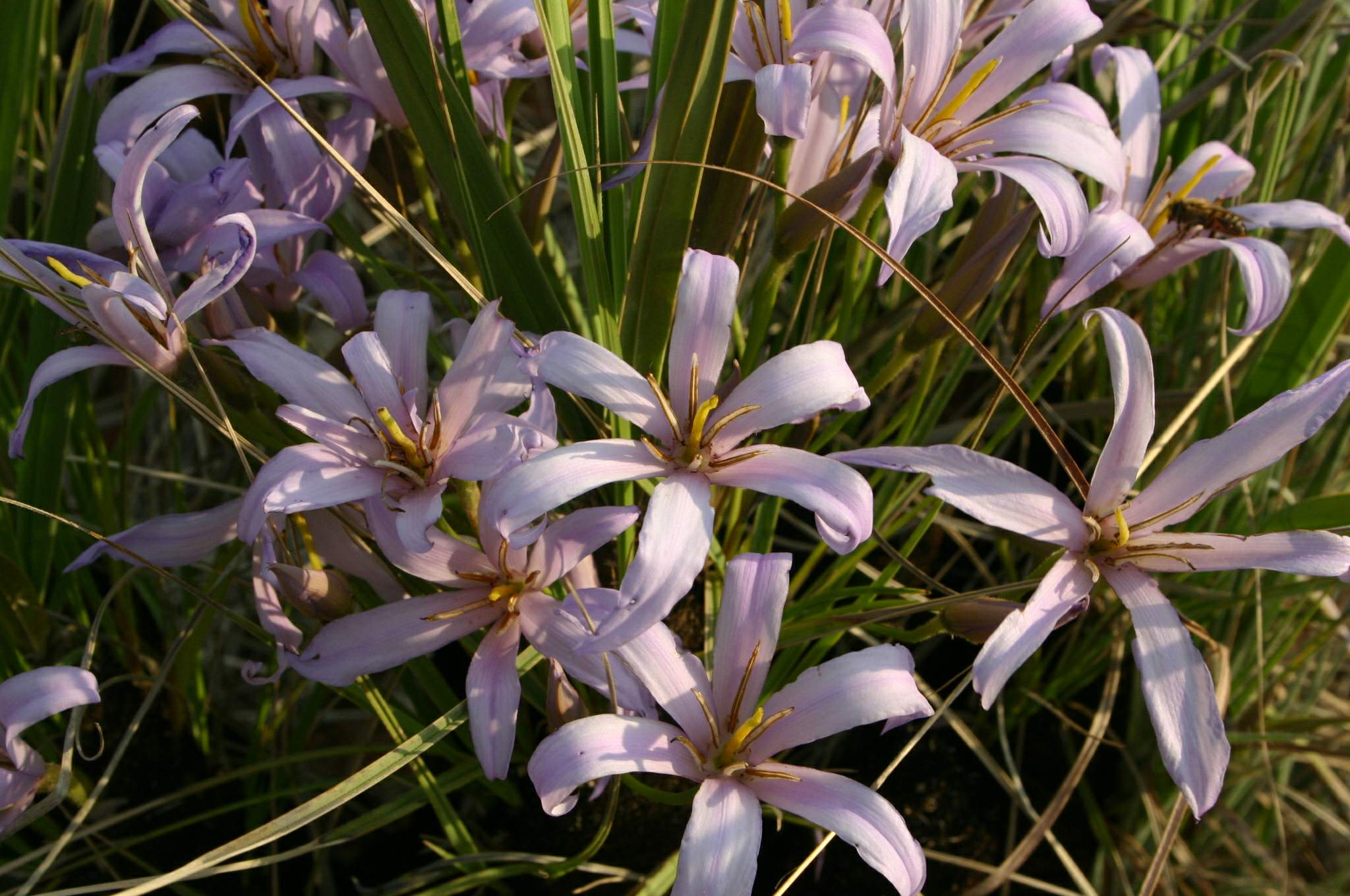
レティエルヴィス種の花